# American Folk Art Museum
L'American Folk Art Museum est un musée américain situé dans la ville de New York. Il se trouve au 2 Lincoln Square, Columbus Avenue at 66th Street. De 2001 à 2011 il était situé au 45 West, 53rd Street.
Fondé en 1961, il expose des collections d'art populaire américain.
Au début des années 2010, le siège du musée est racheté par le Museum of Modern Art pour construire une extension. L'American Folk Art Museum retourne alors à son siège initial, au 2 Lincoln Square.